# J.K. Raymond-Millet
Raymond Émile Millet, dit J.K. Raymond-Millet, est un réalisateur et journaliste français né à Toulouse le 12 septembre 1902 et mort à Beauvais le 15 août 1974. 

## Biographie

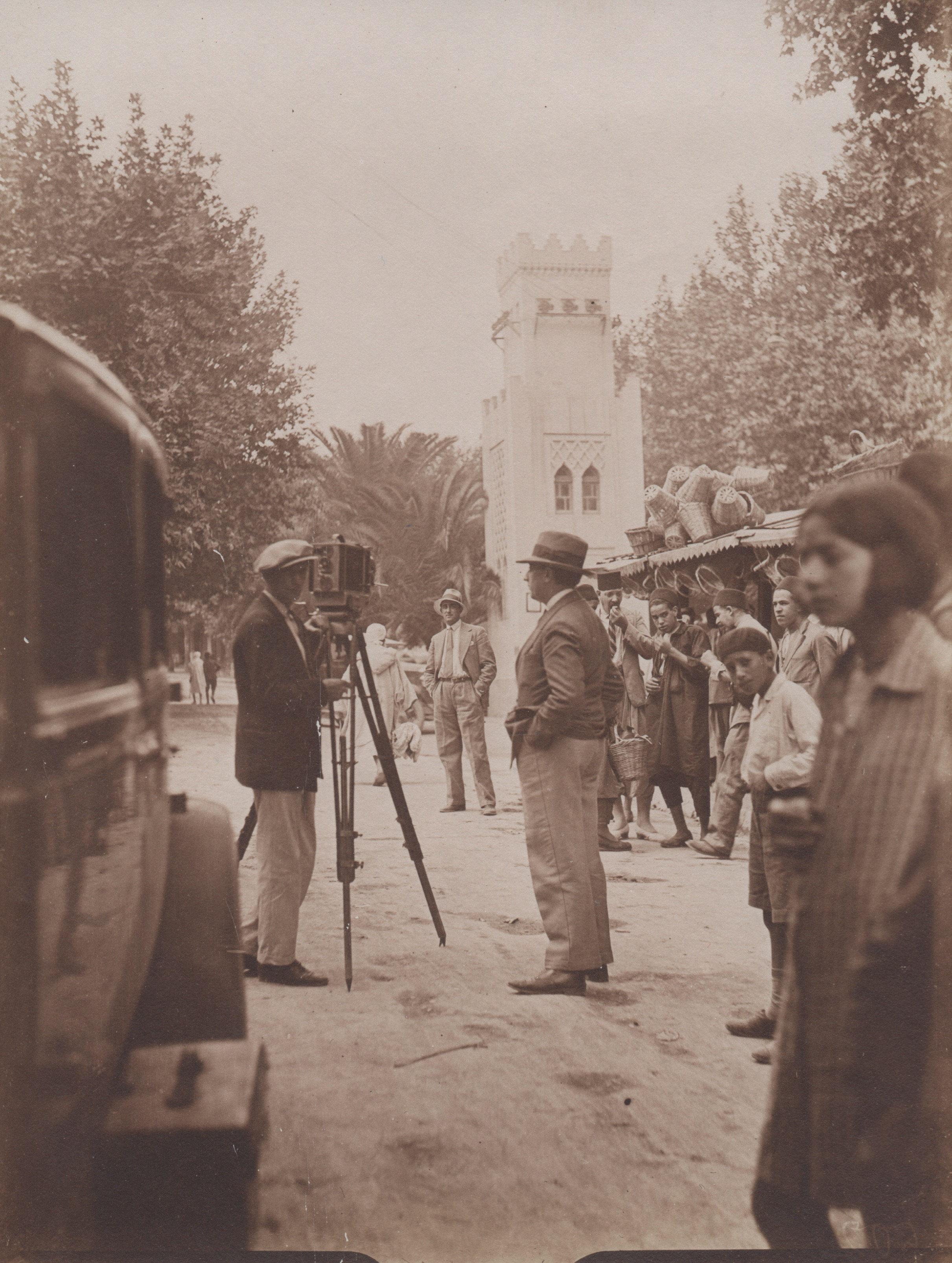
Tournage à Tlemcen, place du marché, septembre 1930.
J.K. Raymond-Millet se tient à droite de la caméra.

J.K. Raymond-Millet est un réalisateur de documentaires et créateur de la société Les Films J.K. Raymond-Millet. Le 29 septembre 1923, il se marie avec Marcelle Robert, dite Monique Muntcho à la mairie du 1er arrondissement de Paris (Marcelle Jeanne Emilie Robert est née à Ahun (Creuse) le 15 février 1901). Ensemble, ils produisent et réalisent plusieurs films au sein de leurs différentes sociétés créées par Raymond-Millet (Les Films de la Colombe, Les Films du Midi, Les Films J.K. Raymond-Millet). Raymond-Millet est aussi l'auteur de recueils de poèmes et de récits de voyages.
Il réalise des documentaires dans l'entre-deux-guerres, notamment Aude, belle inconnue sous le régime de Vichy,, et poursuit sa carrière après la guerre.

## Filmographie
- 1925 : Géants d'acier, Pieuvres mécaniques
- 1926 : L'Industrie vinicole en Oranie
- 1929 : Promenade en Afrique équatoriale française
- 1930 : France-Congo sur un cargo
- 1932 : À la rencontre du soleil
- 1934 : Le Manioc
- 1935 : La Chanson du manioc
- 1935 : L'Île de la Réunion
- 1936 : Concert caraïbe
- 1937 : Au pays du vrai rhum
- 1937 : Aude, belle inconnue
- 1937 : Occitanie
- 1939 : L'Albigeois
- 1940 : La Haute-Vallée de la Garonne
- 1940 : Terres vermeilles
- 1943 : L'Ariège, rivière de France
- 1943 : Gens et Coutumes d'Armagnac
- 1944: Au pays du Magnan
- 1944 : Le Chemin de Madagascar
- 1944 : Terres créoles
- 1944 : Voyage mauve
- 1945 : L'Ennemi secret
- 1945 : Les heures passent
- 1945 : Naissance d'un spectacle
- 1945 : La Vallée du Têt
- 1947 : Divertissement espagnol
- 1947 : La Télévision, œil de demain
- 1948 : Il était une montagne
- 1948 : La Source du sourire
- 1949 : Minarets dans le soleil
- 1949 : Sedan
- 1951 : Cheveux noirs, Capes grises
- 1951 : La Grande Île au cœur des Saintes-Eaux
- 1951 : Réalités malgaches
- 1951 : Terre du sucre et du rhum
- 1952 : Pêcheurs et Pescadous
- 1952 : Sud
- 1953 : Nommé à Majunga
- 1953 : Plein ciel malgache
- 1953 : Tamatave la Marine
- 1954 : Modern Magascar
- 1958 : Vertiges
- 1958 : Un village d'Algérie
- 1960 : La Démographie algérienne
- 1960 : L'Économie algérienne
- 1964 : La Jeunesse de Monsieur Pasteur
- 1967 : Chronique du païs du Tarn
- 1972 : Paris d'une fenêtre

## Publications
- Afrique si passionnément française..., Éditions Muntcho, vers 1945, écrit avec Monique Muntcho, préface d'Henry Torrès.
- Chant funèbre pour un amour, Éditions Muntcho, 1971